# António Cruz Caldas
António Pedro Barros Cruz Caldas (Porto, 17 de dezembro de 1898 — Porto, 1975) foi um caricaturista, ilustrador e publicitário português.

## Biografia
É filho de Bernarda Rosa e de José Fernandes Caldas, escultor de imagens religiosas. Foram seus padrinhos de batismo a pintora Aurélia de Sousa e o escultor António Teixeira Lopes.
A Sociedade Nacional de Belas Artes reconheceu o seu mérito como caricaturista, atribuindo-lhe o Prémio de Caricatura Leal da Câmara em 1953 e, novamente, em 1956.